# Oligoclada haywardi
Oligoclada haywardi is een libellensoort uit de familie van de korenbouten (Libellulidae), onderorde echte libellen (Anisoptera).
De wetenschappelijke naam Oligoclada haywardi is voor het eerst geldig gepubliceerd in 1947 door Fraser.